# Túnel Campanhã–Trindade
| Túnel                                             | comp.  | (de)       | (a)        | Linhas                 |
| Túnel                                             | comp.  | Construção | Construção | Linhas                 |
| ------------------------------------------------- | ------ | ---------- | ---------- | ---------------------- |
| Campanhã–Trindade                                 | 2300 m | 2000.06    | 2002.10    |                        |
| Salgueiros–Ponte                                  | 4000 m | 2002.05    | 2003.10    |                        |
| Lapa                                              | 0500 m | ?          | 1938.10    |                        |
| Túnel J                                           | 0274 m | 2002.12    | 2003.05    | —                      |
| Contumil–Rio Tinto                                | 0950 m | 2009.09    | 2010.04    |                        |
| Guindais*                                         | 090 m  | ?          | 2004.02    | Funicular dos Guindais |
| (*) gerido pelo Metro do Porto entre 2004 e 2020. |        |            |            |                        |

O Túnel Campanhã–Trindade é um túnel ferroviário que permite a ligação entre as estações da Campanhã e a estação da Trindade, do Metro do Porto, no centro da cidade do Porto, Portugal. O túnel com 2300 metros de extensão foi construído entre Junho de 2000 e Outubro de 2002, serve 5 linhas do Metro do Porto: A,B,C,E e F. A longo do túnel estão as estações: do Bolhão, do Campo 24 de Agosto e a do Heroísmo.